# 高倍鉄子
高倍 鉄子（たかべ てつこ、1947年2月 - ）は、日本の農学者。専門は、植物生理学、研究テーマは、植物の環境ストレス（塩分、乾燥、熱、低温等）に対する耐性の生理学的、分子生物学的メカニズムの解明、そして、最終的には、ストレス耐性植物の作出によって、砂漠化の防止等に貢献すること。学位は農学博士（名古屋大学・1975年）。名古屋大学大学院生命農学研究科教授を経て、名城大学教授。
植物の浸透圧の調節などに関係するグリシンベタインに着目し、これを作る機能をイネに遺伝子的に組み込むことによって、耐塩性の高いイネの作出に成功。これらの業績により、1997年に猿橋賞を受賞した。

## 人物
夫は、名城大学教授の高倍昭洋。

## 経歴
- 1969年 名古屋大学理学部化学科卒業
- 1971年 名古屋大学大学院理学研究科修士課程修了
- 1971年 名古屋大学農学部生化学制御研究施設教務職員
- 1975年　名古屋大学より農学博士の学位を取得。学位論文の題は「Chromatiumリブロースジリン酸カルボキシラーゼのサブユニット構造と機能」[3]。
- 1979年 名古屋大学農学部生化学制御研究施設助手
- 1985年 名古屋大学農学部生化学制御研究施設講師
- 1989年 名古屋大学農学部生化学制御研究施設助教授
- 1994年 名古屋大学生物分子応答研究センター助教授
- 1999年 名古屋大学大学院生命農学研究科教授

## 受賞歴
- 1985年 農芸化学会奨励賞
- 1997年 猿橋賞

## 著書
- 1. Betaine aldehyde dehydrogenase protein is present in leaves of both betaine accumulators and nonaccumulators in various cereal plants （Progress Photosynthesis Research 、1993 ）
- 2. Molecular cloning of betaine aldehyde dehydrogenase from barley and regulation of its expression by osmotic stress （Progress Photosynthesis Research 、1993 ）
- 3. 遺伝子導入による植物耐塩性の付与 （農林水産技術、研究ジャーナル 、1995 ）
- 4. Glycinebetaine enhances rice salt tolerance. （Photosynthesis: from Light to Biosphere IV 、1995 ）
- 5. Betaine aldehyde dehydrogenase in rice plants. （Photosynthesis: from light to Biosphere IV 、1995 ）
- 6. Glycinebetaine enhances salt tolerance of Rubisco protein in transgenic cyanobacterium. （Photosynthesis: from Light to Biosphere IV 、1995 ）
- 7. 耐塩性イネの分子育種（グリシンベタインの蓄積による 耐塩性の付与） （化学と生物 、1996 ）
- 8. 耐塩性作物の分子育種 （バイオサイエンスとインダストリー 、1996 ）
- 9. Stress Responses of Photosynthetic Organisms. Glycinebetaine and the genetic engineering of salinity tolerance in plants （Elsevier 、1998 ）
- 10. 遺伝子工学による耐塩性イネの作出 （STAFF TechnoInnovation 、1998 ）
- 11. 砂漠緑化の決め手,耐塩性植物を開発 （KDD テクニカルジャーナル 、1998 ）
- 12. 耐塩性植物 （花王ケミカルだより 、1998 ）
- 13. 耐塩性と適合溶質の機能 （蛋白質　核酸　酵素 、1999 ）
- 14. Production of salt tolerant rice by genetic engineering （Farming Japan 、1999 ）
- 15. 植物のグリシンベタイン （細胞工学 別冊 植物細胞工学シリーズ 、1999 ）
- 16. 耐塩性と適合溶質の機能 （蛋白質 核酸 酵素 、1999 ）
- 17. 耐塩性の植物を作る遺伝子 （遺伝 、1999 ）
- 18. Characterization of salt inducible genes from barley plants （Proceeding of Challenge of Plant and Agricultural Sciences to the Crisis of Biosphere on the Earth in the 21st Century 、1999 ）
- 19. 植物耐塩性の分子機構と形質転換体作出 （農業および園芸 、2000 ）
- 20. 化学と生物、イネとオオムギの耐塩性の違いを探るーカスタムアレイ解析とヘテロアレイ解析の実際 （学会出版センター 、2004 ）
- 21. 農林水産技術研究ジャーナル・植物の環境ストレス耐性機構とそのシグナル分子過酸化水素の農業への応用 （社団法人　農林水産技術情報協会 、2005 ）
- 22. Abiotic Stress Tolerance in Plants. Induction of biosynthesis of osmoprotectants in higher plants by hydrogen peroxide and its application to agriculture （Springer 、2006 ）
- 23. Advanced Biomimetics Ｓｅｒｉｅｓ１，プラントミメティクスー植物に学ぶー深刻な環境変化にどう対応するか？ （株式会社エヌ・ティ・エス 、2006 ）
- 24. Advanced Biomimetics Series1,プラントミメティクスー植物に学ぶー植物は少しストレスを与えたほうがより強くなる （株式会社エヌ・ティ・エス 、2006 ）
- 25. Abiotic Stress Tolerance in Plants. Identification of salt-responsive genes in monocotyledonous plants （Springer 、2006 ）
- 26. 蛋白質核酸酵素・植物における環境と生物ストレスに対する応答・耐塩性と適合溶質およびイオン輸送体 （共立出版 、2007 ）
- 27. 遺伝子組換え作物への国際熱帯農業センター（CIAT)の取り組み （化学と生物 、2008 ）